# Науменко, Андрей Михайлович
Андрей Михайлович Науменко (род. 13 октября 1912, село Малые Бубны, теперь Роменский район Сумской области — 1981) — советский партийный деятель, 1-й секретарь Сумского обкома КПУ, председатель Сумского облисполкома. Депутат Верховного Совета СССР 5-6-го созывов. Депутат Верховного Совета УССР 7-8-го созывов. Член ЦК КПУ в 1956—1966 г. Кандидат в члены ЦК КПУ в 1966—1976 г.

## Биография
Родился в крестьянской семье.
В 1931—1933 г. — токарь вагоностроительного завода.
С 1933 г. — инспектор районного земельного отдела, секретарь исполнительного комитета районного совета депутатов трудящихся.
Член ВКП(б) с 1939 года.
С 1941 года — в Красной армии, участник Великой Отечественной войны. Служил в резерве старшего политического состава Главного политического управления РККА.
После демобилизации работал инструктором Сумского областного комитета КП(б)У.
В 1948—1951 г. — 1-й секретарь Глуховского районного комитета КП(б)У Сумской области.
В 1951—1954 г. — слушатель Высшей партийной школы при ЦК КП Украины.
В сентябре 1954 — декабре 1955 г. — секретарь Сумского областного комитета КПУ.
В декабре 1955 — январе 1963 г. — 1-й секретарь Сумского областного комитета КПУ.
В январе 1963 — декабре 1964 г. — 1-й секретарь Сумского сельского областного комитета КПУ.
В декабре 1964 — декабре 1973 г. — председатель исполнительного комитета Сумского областного совета депутатов трудящихся.
Потом — на пенсии.

## Звание
- старший лейтенант

## Награды
- орден Ленина
- орден Октябрьской революции
- орден Знак Почета
- медали